# Paolo Virzì
Paolo Virzì (Liorna, 4 de març de 1964) és un director de cinema i guionista italià.

## Biografia
Diplomat pel Centre Experimental de Cinematografia de Roma on va seguir les classes de Furio Scarpelli, es dirigeix cap a l'activitat de guionista per a la televisió i el cinema.
Després de passar la seva infància a Torí, creix al barri popular de Liorna de Sorgente, conreant des de la infantesa la passió per la literatura. Entre els escriptors més estimats es troben Mark Twain i Charles Dickens, que li serviran de model pels seus futurs guions.
Durant l'adolescència, llegeix, escriu i dirigeix obres de teatre en un grup dramàtic d'aficionats de Liorna. A continuació col·labora amb l'excompany d'escola Francesco Bruni, que es convertirà en els anys següents en el seu coguionista de confiança. Estudia un temps Lletres i filosofia a la Universitat de Pisa i roda alguns curts i llargmetratge. Després deixa Liorna per anar a Roma: ""va in città", com vint anys més tard serà la protagonista de Caterina va in città.
A la capital, assisteix al curs de guions del Centro sperimentale di cinematografia on es va graduar el 1987. Entre els seus mestres hi ha Gianni Amelio i Furio Scarpelli. La trobada amb aquest últim serà decisiva: Scarpelli es converteix en el seu mestre i el seu guia. Va col·laborar amb ell en el guió de Tempo di uccidere (1989) de Giuliano Montaldo, a partir de la novel·la de Ennio Flaiano. Entre el final dels anys 80 i princips dels 90, Virzi treballa en els guions de Turné (1990) de Gabriele Salvatores, Condominio (1991) de Felice Farina i Centro storico (1992) de Roberto Giannarelli. Treballa amb l'escriptor napolità Raffaele La Capria en un telefilm dirigit per Alberto Negrin, una adaptació d'Una questione privata de Beppe Fenoglio.
Virzi va fer el seu debut com a director el 1994 amb La bella vita, premiat amb el Golden Ciak  a la 51a Mostra de Venècia (1964). Originalment titulada Dimenticare Piombino, el nom de la ciutat toscana on es desenvolupa la història, la pel·lícula és interpretada pel Sabrina Ferilli i Massimo Ghini. El debut del director es refereix a Romanzo popolare de Mario Monicelli, una comèdia clàssica italiana escrita per Age e Scarpelli. És la història d'un triangle amorós d'ambientació popular contra el teló de fons de la crisi irreversible de la identitat de la classe obrera. Presentada amb èxit al Festival de Venècia de 1994, la pel·lícula va ser guardonada amb el Ciak d'or, el Nastro d'argent i el premi David di Donatello en la categoria "Millor Director Novell". Amb aquest debut Virzì ja demostra el seu talent per a la direcció d'actors.En la següent,  Ferie d'agosto (1995), protagonitzada per Silvio Orlando, Laura Morante, Ennio Fantastichini, Sabrina Ferilli, Piero Natoli es retrata el conflicte entre dues famílies italianes de vacances. En aquesta comèdia, Virzi reflexiona sobre la revolució a la política italiana des de l'adveniment del sistema de majories, l'arribada de Silvio Berlusconi i la consegüent transformació d'un país cridat a estar en dos fronts oposats polítics.  Ferie d'agosto va guanyar el David di Donatello a la millor pel·lícula de l'any. El següent film,  Ovosodo (1997), el nom d'un barri de Liorna, està interpretada per Edward Gabbriellini, una de les noves cares del cinema italià descobertes pel director. La història, tot i la forta connotació en l'àmbit local, té un èxit extraordinari i se les arregla per guanyar audiències i crítics per igual: el jurat del Festival de Venècia, presidit pel neozelandès Jane Campion, li lliura al director el Gran Premi del Jurat i també guanya el Little Golden Lion a la 54a Mostra de Venècia (1997).
El 1999 va dirigir Baci e abbracci, una barreja de faula, comèdia social i la història de Nadal de Dickens. Però la referència més òbvia és L'ispettore general de  Gógol, que ja havia inspirat Anni ruggenti de Luigi Zampa. És la història coral d'un grup d'ex treballadors que desitgen obrir una granja d'estruços al Val di Cecina, on Virzì retrata un cop la Itàlia provincial seduïda per la modernitat. A part del líder del grup Snaporaz apareix el seu germà, Carlo Virzi, un músic d'algunes de les seves pel·lícules i director de L'estate del mio primo bacio, escrit i amb guió de Paolo.   Els problemes financers de Vittorio Cecchi Gori, fabricant i distribuïdor de les primeres pel·lícules, bloqueja el rodatge de My Name is Tanino (2002). Filmada a Sicília, Canadà i Estats Units, la pel·lícula va tenir un procés difícil: el guió, signat pel director, Bruni i l'escriptor Francesco Piccolo es torna a escriure diverses vegades durant el rodatge per fer front a la manca de finançament. El protagonista és un principiant més, el sicilià Corrado Fortuna, que interpreta un home que fuig de la seva Sicília natal per perseguir el somni americà.
Caterina va in città (2003) està dedicat a la Roma estimada i odiada, amb els seus emocionants descobriments i la seva decepció aguda. La petita i maldestra Caterina està interpretada per la debutant absoluta Alice Teghil, en el paper d'ingenua provinciana que observa el món amb candor i ldesorientació. En la pel·lícula, la jove protagonista va catapultada de la tranquil·la Montalto di Castro a la laberíntica Roma per voluntat del seu pare, l'expert Sergio Castellitto. Margherita Buy va guanyar el David di Donatello i el Nastro de plata 2004 com a millor actriu secundària, mentre que Alice Teghil va guanyar el premi "Guglielmo Biraghi."
N (Io e Napoleone) (2006), una adaptació de la novel·la d'Ernesto Ferrero, N és una temptativa de síntesi de la comèdia a la italiana, pel·lícula històrica i cinema costumista. Virzì reflexiona sobre la relació entre l'intel·lectual i el poder, i enriqueix la història vuitcentista amb referències a l'actualitat: el paral·lelisme entre la figura de Napoleó i la de Berlusconi és sovint explícita. El repartiment és internacional: a més de la protagonista Elio Germano, destacar Monica Bellucci i Daniel Auteuil.Amb la coral Tutta la vita davanti (2008), Virzì crea un dels seus films més amargs. En aquesta comèdia grotesca de to apocalíptic del món del treball, la veritable protagonista de la història ambientada en un centre d'atenció telefònica és la precarietat: treball, sentimental i existencial. L'elenc el formen Isabella Ragonese en el paper de la protagonista decidida i combativa, Sabrina Ferilli en un paper inusual per a ella, i Micaela Ramazzotti. La pel·lícula ha rebut nombrosos premis, entre ells: el Nastro d'Argento i el Globus d'Or a la millor pel·lícula dramàtica, el CIAK d'Or a la millor pel·lícula i millor director, a més dels premis atorgats als intèrprets Sabrina Ferilli (CIAK d'Oro, Nastro d'Argento, Globus d'Or), Isabella Ragonese (premi Biraghi a la revelació de l'any) i Micaela Ramazzotti (premi Kineo a la millor actriu secundària).L'octubre de 2008, el "Festival de Cinema d'Annecy" lliura a Virzì el premi Sergio Leone, reconeixement de totsa la aeva obra. L'agost del mateix any, el director torna amb el seu equip a Liorna per al rodatge de L'uomo che aveva picchiato la testa, un documental sobre el cantautor Bobo Rondelli. La pel·lícula està produïda per Motorino Amaranto, productora fundada el 2001 pel mateix Virzi.Sempre amb l'Amaranto Motorino roda el 2009 a Liorna La prima cosa bella, estrenada el 15 de gener de 2010. Els intèrprets són Micaela Ramazzotti, Valerio Mastandrea, Claudia Pandolfi, Stefania Sandrelli i Mark Messeri. La pel·lícula explica la història de la família Michelucci, des dels anys setanta fins a l'actualitat: el protagonista és la bella Anna, la mare exuberant que acaba per arruïnar la vida dels seus fills, Bruno i Valeria. Bruno, després de deixar Liorna per escapar de la seva mare, torna a la seva ciutat natal per estar prop d'ella en els últims dies de la seva vida. La pel·lícula va rebre 18 candidatures per al David de Donatello, obtenint tres premis al millor guió, signat pel mateix Virzì amb Francesco Bruni i Francesco Piccolo a la millor actriu (Micaela Ramazzotti) i millor actor (Valerio Mastandrea).
Al juliol de 2010 a Taormina rep el Nastro de plata, premi atorgat per la premsa de la pel·lícula, com a director de la millor pel·lícula de l'any. A La prima cosa bella hi van també el Nastro per a la millor actriu (Micaela Ramazzotti i Stefania Sandrelli per al paper d'Anna), Millor Guió (Francesco Bruni, Francesco Piccolo i el mateix Virzi) i Millor disseny de vestuari (Gabriella Pescucci).
El 17 de gener de 2009 Paolo Virzi es va casar amb l'actriu Micaela Ramazzotti, i l'1 de març de 2010 van tenir un fill.
Des de l'abril de 2010, té un bloc de fotos a Il Post. El 2011 va dirigir l'espot d'AXA-MPS creat per Catoni Associati.

## Filmografia
- La bella vita (1994)
- Ferie d'agosto (1995)
- Ovosodo (1997)
- Baci e abbracci (1999)
- My Name Is Tanino (2002)
- Caterina va in città (2003)
- N (Io e Napoleone) (2006)
- Tutta la vita davanti (2008)
- L'uomo che aveva picchiato la testa (documental) (2009)
- La prima cosa bella (2010)
- Tutti i santi giorni (2012)
- El capital humano (2014)
- Boges d'alegria (2016)
- Notti magiche (2018)
- Siccità (2022)
- Un altro ferragosto (2024)

## Premis i nominacions

### Premis
- 1997. Gran Premi del Jurat a la Mostra de Venècia per Ovosodo

### Nominacions
- 1997. Lleó d'Or per Ovosodo